# Made (televisieprogramma)
Made is een Amerikaans televisieprogramma, dat door MTV wordt uitgezonden. In elke aflevering wordt een jongere door een coach geholpen om zijn of haar droom waar te maken. In een van de afleveringen werd bijvoorbeeld iemand die graag een skater wilde worden, gecoacht door professioneel skater Tony Hawk. In 2007 en 2008 won de serie een Emmy Award.